# Diocesi di Veracruz
La diocesi di Veracruz (in latino: Dioecesis Verae Crucis) è una sede della Chiesa cattolica in Messico suffraganea dell'arcidiocesi di Jalapa. Nel 2022 contava 2.116.000 battezzati su 2.353.000 abitanti. È retta dal vescovo Carlos Briseño Arch, O.A.R.

## Territorio
La diocesi comprende 22 comuni dello stato messicano Veracruz: Veracruz, Boca del Río, Medellín, La Antigua, Manlio Fabio Altamirano, Soledad de Doblado, Cotaxtla, Alvarado, Amatitlán, Tlacotalpan, Carlos A. Carrillo, Cosamaloapan, Tres Valles, Tierra Blanca, Tlalixcoyan, Paso de Ovejas, Puente Nacional, Ignacio de la Llave, Úrsulo Galván, Acula, Ixmatlahuacan e Jamapa.
Sede vescovile è la città di Veracruz, dove si trova la cattedrale dell'Assunzione di Maria Vergine.
Il territorio si estende su una superficie di 9.227 km² ed è suddiviso in 86 parrocchie, raggruppate in 9 decanati: Asunción, Cristo Rey, San Felipe de Jesús, Santa Ana, San José, Nuestra Señora de la Soledad, Nuestra Señora del Rosario, Nuestra Señora de Guadalupe, Inmaculada.

## Storia
La diocesi è stata eretta il 9 giugno 1962 con la bolla Populorum bono di papa Giovanni XXIII, ricavandone il territorio dalla diocesi di Veracruz o Jalapa (oggi arcidiocesi di Jalapa) e dalla diocesi di San Andrés Tuxtla.
Il 12 maggio 1967, con la lettera apostolica Duos novimus, papa Paolo VI ha proclamato la Beata Maria Vergine Assunta in Cielo e San Giuseppe patroni principali della diocesi.

## Cronotassi dei vescovi
Si omettono i periodi di sede vacante non superiori ai 2 anni o non storicamente accertati.
- José Guadalupe Padilla Lozano † (15 gennaio 1963 - 18 febbraio 2000 ritirato)
- Luis Gabriel Cuara Méndez † (18 febbraio 2000 - 20 novembre 2005 deceduto)
- Luis Felipe Gallardo Martín del Campo, S.D.B. (8 maggio 2006 - 12 novembre 2018 ritirato)
- Carlos Briseño Arch, O.A.R., dal 12 novembre 2018

## Statistiche
La diocesi nel 2022 su una popolazione di 2.353.000 persone contava 2.116.000 battezzati, corrispondenti all'89,9% del totale.
| anno | popolazione | popolazione | popolazione | presbiteri | presbiteri | presbiteri | presbiteri                | diaconi | religiosi | religiosi | parrocchie |
| anno | battezzati  | totale      | %           | numero     | secolari   | regolari   | battezzati per presbitero | diaconi | uomini    | donne     | parrocchie |
| ---- | ----------- | ----------- | ----------- | ---------- | ---------- | ---------- | ------------------------- | ------- | --------- | --------- | ---------- |
| 1966 | 455.000     | 495.000     | 91,9        | 46         | 30         | 16         | 9.891                     |         | 16        | 16        | 23         |
| 1970 | 604.000     | 630.000     | 95,9        | 51         | 31         | 20         | 11.843                    |         | 22        | 170       | 24         |
| 1976 | 660.000     | 700.000     | 94,3        | 64         | 42         | 22         | 10.312                    |         | 24        | 250       | 31         |
| 1980 | 684.000     | 798.000     | 85,7        | 69         | 47         | 22         | 9.913                     |         | 24        | 250       | 31         |
| 1990 | 1.205.000   | 1.285.000   | 93,8        | 71         | 47         | 24         | 16.971                    |         | 24        | 206       | 38         |
| 1999 | 3.038.080   | 3.167.900   | 95,9        | 102        | 78         | 24         | 29.785                    |         | 24        | 223       | 66         |
| 2000 | 2.035.000   | 2.200.000   | 92,5        | 110        | 86         | 24         | 18.500                    | 8       | 24        | 223       | 68         |
| 2001 | 2.035.000   | 2.200.000   | 92,5        | 106        | 82         | 24         | 19.198                    | 8       | 24        | 223       | 68         |
| 2002 | 2.035.000   | 2.200.000   | 92,5        | 119        | 85         | 34         | 17.100                    | 8       | 34        | 183       | 69         |
| 2003 | 2.035.000   | 2.200.000   | 92,5        | 121        | 87         | 34         | 16.818                    | 8       | 40        | 188       | 70         |
| 2004 | 1.800.000   | 2.000.000   | 90,0        | 123        | 89         | 34         | 14.634                    | 8       | 40        | 182       | 70         |
| 2010 | 1.894.000   | 2.105.000   | 90,0        | 129        | 102        | 27         | 14.682                    | 10      | 34        | 154       | 72         |
| 2014 | 1.958.000   | 2.177.000   | 89,9        | 144        | 116        | 28         | 13.597                    | 35      | 54        | 124       | 74         |
| 2017 | 2.020.360   | 2.246.600   | 89,9        | 143        | 120        | 23         | 14.128                    | ?       | 27        | 124       | 76         |
| 2020 | 2.080.900   | 2.313.880   | 89,9        | 145        | 121        | 24         | 14.351                    | 35      | 28        | 124       | 86         |
| 2022 | 2.116.000   | 2.353.000   | 89,9        | 137        | 116        | 21         | 15.445                    | 28      | 33        | 60        | 86         |